# جشنواره فیلم‌های ترسناک اسکریمفست
جشنواره فیلم‌های ترسناک اسکریمفست (انگلیسی: Screamfest Horror Film Festival) نام یک جشنوارهٔ سینمایی ویژه فیلم‌های ترسناک در ایالات متحده آمریکا است که در سالِ ۲۰۰۱ میلادی توسط «راس مارتین» و «رِیچل بلافسکی» پایه‌گذاری شد.
این جشنواره همه‌ساله در ۱۰ روز و در ماهٔ اکتبر در هالیوود، لس آنجلس برگزار می‌شود. در سال ۲۰۱۵ میلادی، این جشنواره ۱۵ ساله شد که بزرگترین و باسابقه‌ترین جشنوارهٔ فیلم‌های ترسناک در ایالات متحده آمریکا محسوب می‌شود. در سال ۲۰۱۶ نیز این جشنواره از ۱۸ تا ۲۷ اکتبر برگزار شد.